# 고잔신도시
고잔신도시(古棧新都市)는 경기도 안산시 단원구 고잔동 일대에 조성된 신도시로 지하철 안산선 중앙역 남쪽 지역(고잔뜰) 안산신도시 2단계 개발 사업으로 면적 약7,582,151m2에 인구 13만여 명의 생활공간을 마련하기 위해 추진·조성된 신도시이다. 한국수자원공사를 시행자로 하여 사업 기간은 1992년부터 1998년까지 7년간이었으며 구체적인 위치는 경기도 안산시 상록구 이동, 사동 및 단원구 고잔동, 초지동 일원이었다.

## 연혁
1991년 10월 특수 지역 중 고잔뜰을 중심으로 2단계 신도시 건설 계획의 결정과 더불어 개발기본계획이 고시(건설부고시 제1594호)되었으며 1992년 3월에는 안산신도시 2단계 건설 사업을 위한 실시계획이 승인(건설부고시 제71호)되었다. 1997년 안산신도시 2단계 개발기본계획이 변경 고시되었으며 1997년 12월 도시기본계획이 승인되고 경기도로부터 안산신도시 2단계 도시설계가 승인되었다. 2001년 4월 경기도고시 제64호에 의해 안산신도시 2단계 도시설계가 승인되었다.

## 고잔신도시의 현황
구체적인 토지 이용 계획에 의하면, 고잔신도시는 주거용지[29.0%], 준주거용지[4.1%], 상업용지[4.0%], 도로용지[20.6%], 공원용지[10.3%], 녹지[11.8%], 학교용지[3.6%], 주차장[1.5%], 유통업무[1.6%], 운동장[1.2%], 청소년수련시설[0.7%], 하천[5.1%] 등으로 구성되어 있다.

## 주거
| 단지명                   | 건설사                | 시행사                     | 주소                   | 입주        | 비고                                  |
| ------------------------ | --------------------- | -------------------------- | ---------------------- | ----------- | ------------------------------------- |
| 고향마을 1단지           | ㈜삼호                | 대한주택공사               | 상록구 용하공원로 39   | 2000년 2월  | 사할린 한인전용 아파트(50년 공공임대) |
| 푸른마을 2단지           | 고려개발              | 대한주택공사               | 상록구 중보로 16       | 2000년 5월  |                                       |
| 푸른마을 3단지           | 고려개발              | 대한주택공사               | 상록구 삼리로 86       | 2000년 5월  |                                       |
| 푸른마을 4단지           | 고려개발              | 대한주택공사               | 상록구 용하공원로 7    | 2000년 5월  |                                       |
| 푸른마을 5단지           | 경남기업              | 대한주택공사               | 상록구 광덕4로 460     | 2000년 5월  |                                       |
| 고잔네오빌 6단지         | 동아건설산업          | 대한주택공사               | 단원구 광덕동로 78     | 2000년 5월  |                                       |
| 고잔그린빌 7단지         | 대원실업㈜ 경남기업   | 대한주택공사               | 단원구 광덕2로 216     | 2001년 11월 |                                       |
| 고잔그린빌 8단지         | 두산건설㈜            | 대한주택공사               | 단원구 광덕2로 241     | 2001년 11월 |                                       |
| 고잔그린빌 9단지         | 두산건설㈜ 삼능건설㈜ | 대한주택공사               | 단원구 안산천남로 245  | 2001년 11월 |                                       |
| 고잔그린빌 10단지        | 삼협건설㈜            | 대한주택공사               | 상록구 안산천남1로 100 | 2003년 3월  |                                       |
| 고잔그린빌 16단지        | 영남건설㈜            | 대한주택공사               | 단원구 초지2로 42      | 2001년 10월 | 국민임대                              |
| 고잔그린빌 17단지        | 영남건설㈜            | 대한주택공사               | 단원구 초지2로 11      | 2001년 11월 | 국민임대                              |
| 고잔그린빌 18단지        | ㈜신성 ㈜효성         | 대한주택공사               | 단원구 초지2로 14      | 2001년 11월 |                                       |
| 고잔그린빌 14단지        | 에스케이건설㈜        | 대한주택공사               | 단원구 광덕2로 32      | 2002년 4월  |                                       |
| 고잔그린빌 15단지        | 이수건설 동신건설     | 대한주택공사               | 단원구 초지2로 41      | 2002년 4월  |                                       |
| 고잔그린빌 13단지        | 삼능건설㈜            | 대한주택공사               | 단원구 광덕2로 17      | 2002년 12월 |                                       |
| 고잔그린빌 12단지        | ㈜동광건설            | 대한주택공사               | 단원구 광덕2로 74      | 2003년 8월  |                                       |
| 고잔그린빌 11단지        | ㈜제이알종합건설      | 대한주택공사               | 단원구 화정천서로 161  | 2003년 10월 |                                       |
| 안산 고잔 1차 푸르지오   | 대우건설              | 대우건설㈜                 | 단원구 광덕동로 26     | 2001년 4월  |                                       |
| 안산 고잔 2차 푸르지오   | 대우건설              | 대우건설㈜                 | 상록구 안산천남1로 70  | 2001년 12월 |                                       |
| 안산 고잔 3차 푸르지오   | 대우건설              | 대원주택㈜                 | 단원구 광덕3로 201     | 2003년 4월  |                                       |
| 안산 고잔 4차 푸르지오   | 대우건설              | 대원주택㈜                 | 단원구 적금로 76       | 2003년 3월  |                                       |
| 안산 고잔 5차 푸르지오   | 대우건설              | 대우건설㈜                 | 단원구 광덕2로 121     | 2003년 5월  |                                       |
| 안산 고잔 6차 푸르지오   | 대우건설              | 대우건설㈜ ㈜대원주택      | 상록구 해양1로 11      | 2005년 7월  |                                       |
| 안산 고잔 7차 푸르지오   | 대우건설              | ㈜대원주택                 | 상록구 해양1로 30      | 2005년 12월 |                                       |
| 안산 고잔 9차 푸르지오   | 대우건설              | ㈜대원주택 대우건설㈜      | 상록구 해양로 16       | 2007년 9월  |                                       |
| 안산 레이크타운 푸르지오 | 대우건설              | 안산레이크타운피에프브이㈜ | 단원구 광덕동로 25     | 2016년 2월  |                                       |
| 보네르빌리지             | 요진산업㈜            | 요진산업㈜                 | 단원구 안산천남로 211  | 2001년 9월  |                                       |
| 양지마을                 | 금강주택㈜            | 금강주택㈜                 | 단원구 한양대학로 130  | 2001년 9월  |                                       |
| 단원마을                 | 금강주택㈜            | 금강주택㈜                 | 단원구 광덕서로 43     | 2002년 9월  |                                       |
| 호수공원 대림            | 대림산업              | 대림산업                   | 단원구 광덕서로 19     | 2001년 12월 |                                       |
| 호수마을                 | 풍림산업              | 풍림산업                   | 단원구 광덕1로 80      | 2000년 12월 |                                       |
| 행복한마을 서해그랑블    | 서해종합건설㈜        | 서해종합건설㈜             | 단원구 초지1로 76      | 2004년 7월  |                                       |

## 상업
- 이마트 안산고잔점 (초지동)
- 홈플러스 안산고잔점 (고잔동)
- NC백화점 안산점 (고잔동)

## 공공기관
- 수원지방법원 안산지원 (고잔동)
- 수원지방검찰청 안산지청 (고잔동)